# Namsen
Namsen je řeka v Norsku (Trøndelag). Je 210 km dlouhá. Rozloha povodí činí 6200 km².

## Průběh toku
Odtéká z jezera Store Namsvatn. V korytě je mnoho peřejí a také vodopád Fiskemfoss, který je vysoký 32 m. Ústí do Namsenského fjordu Norského moře nedaleko přístavu Namsos.

## Vodní stav
Průměrný roční průtok vody činí přibližně 155 m³/s.

## Využití
Řeka se využívá k výrobě vodní energie, plavení dřeva a lovu lososů.